# Larisa Chzhao
Larisa Chzhao (Rusia, 4 de febrero de 1971) es una atleta rusa especializada en la prueba de 800 m, en la que consiguió ser campeona europea en pista cubierta en 2005.

## Carrera deportiva
En el Campeonato Europeo de Atletismo en Pista Cubierta de 2005 ganó la medalla de oro en los 800 metros, con un tiempo de 1:59.97 segundos, por delante de la española Mayte Martínez y la también rusa Natalya Tsyganova (bronce).